# کانتلو
کانتلو (به ایتالیایی: Cantello) یک کومونه در ایتالیا است که در استان وارزه واقع شده‌است. کانتلو ۹٫۱ کیلومتر مربع مساحت و ۴٬۴۰۹ نفر جمعیت دارد و ۴۰۴ متر بالاتر از سطح دریا واقع شده‌است.